# Fort Pierre

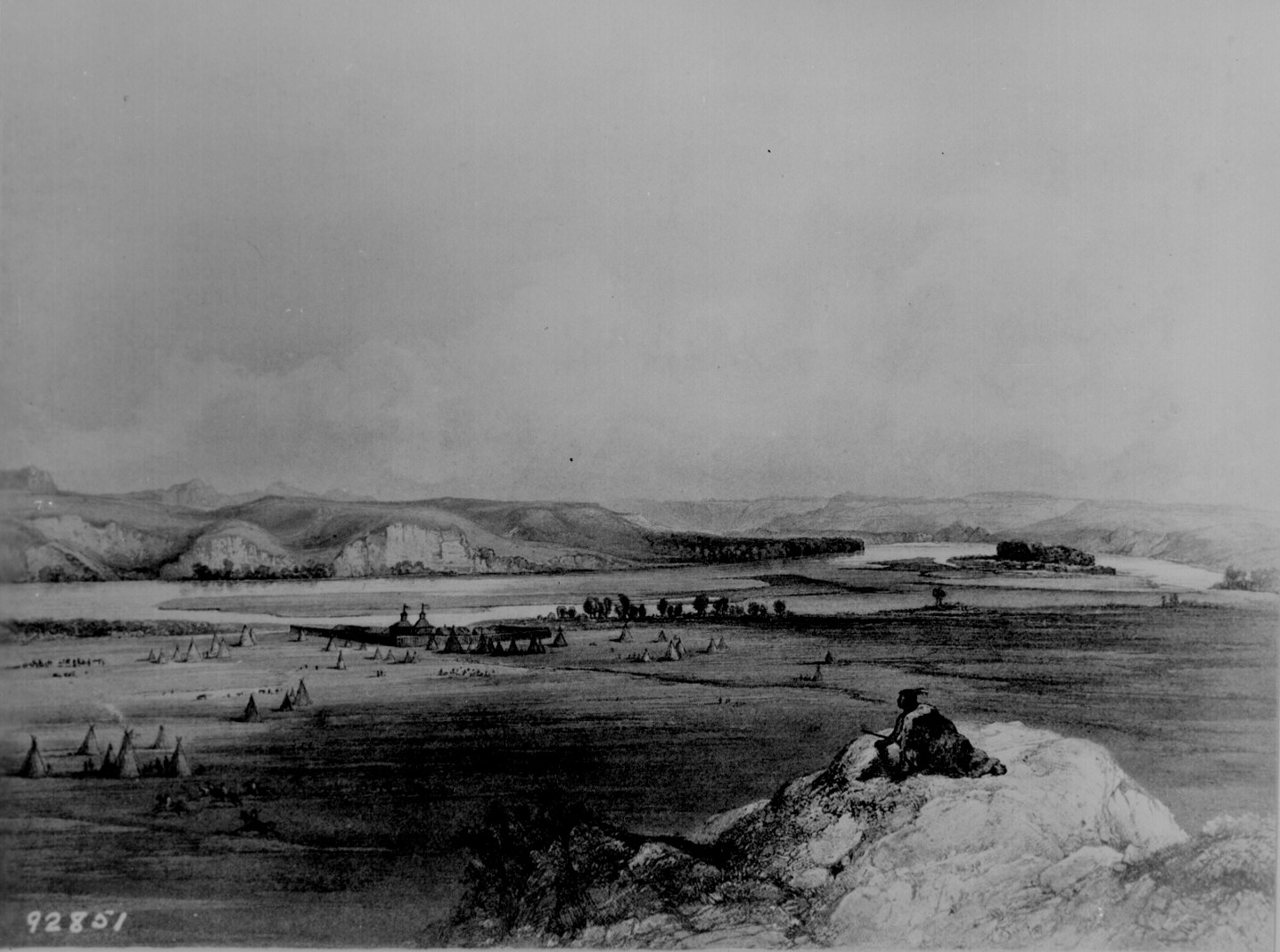
Fort Pierre och omkringligande prärie.

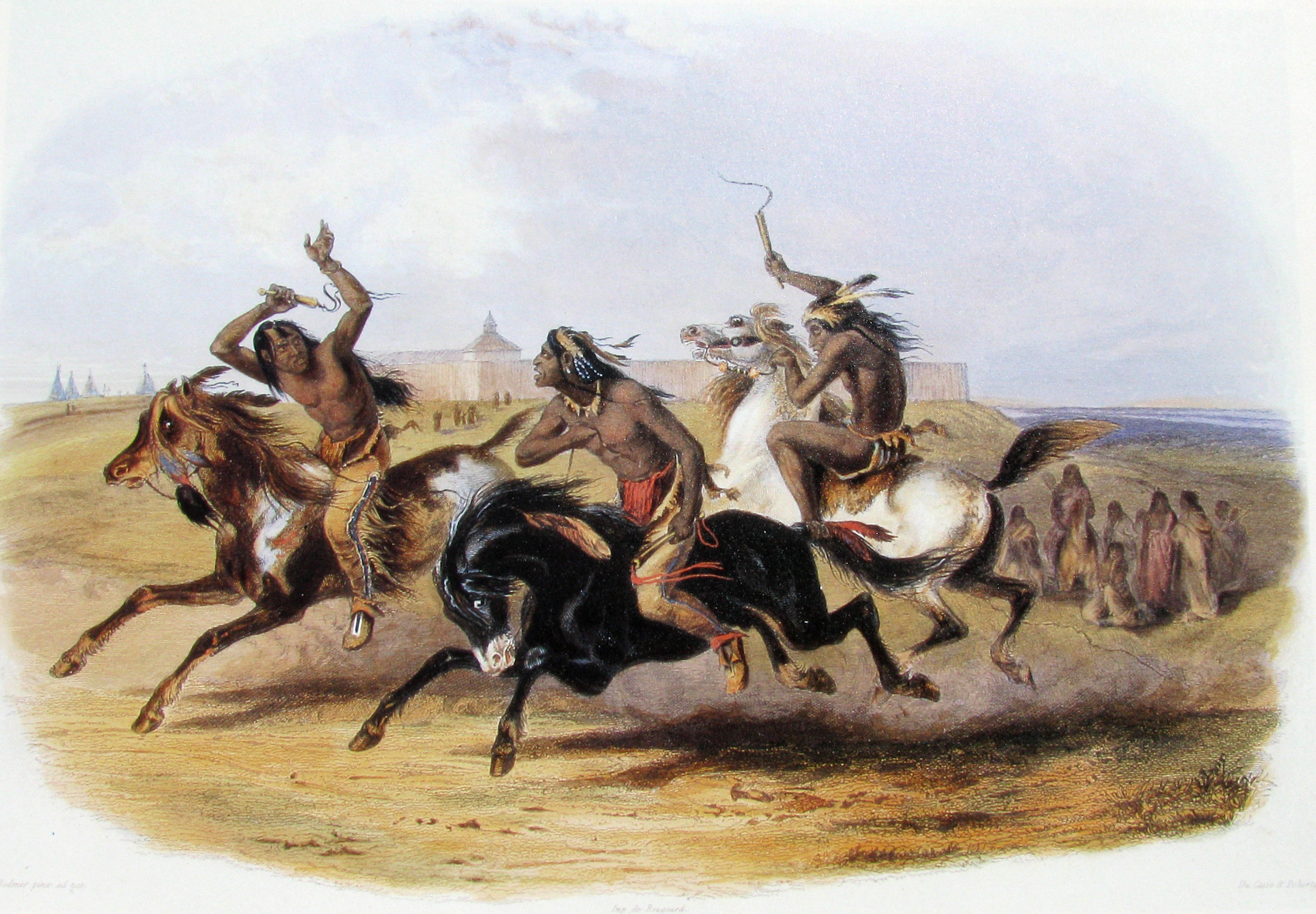
Siouxernas hästkapplöpning med Fort Pierre i bakgrunden. Målning av Karl Bodmer ca 1836.

Fort Pierre är en ort i Stanley County i delstaten South Dakota, USA. Orten var ett handelsfaktori (1817-1855) och ett militärt etablissemang (1855-1857) i nuvarande South Dakota. Det var beläget cirka fem kilometer nordväst om dagens Pierre, South Dakota, norr om Bad Rivers utflöde i Missourifloden.

## Handelsstation
Det första handelsfaktoriet som byggdes på denna plats anlades 1817 nära Bad Rivers mynning och fick namnet Fort La Framboise. Columbia Fur Company byggde 1822 Fort Tecumseh omkring två kilometer norr om mynningen på Bad River och Fort Teton 1828 på ungefär samma plats som det tidigare Fort La Framboise. Fort Pierre anlades 1832 av Pierre Chouteau, Jr. för Bernard Pratte & Company, ombud för American Fur Company. Fort Pierre var beläget ungefär halvvägs mellan företagets säte i Saint Louis och de nordligaste handelsstationerna i nuvarande North Dakota och Montana.

## Militärt etablissemang
Förenta Staternas armé köpte Fort Pierre Chouteau 1855 och använde det till 1857.